# 김일륜
김일륜(金日輪, 1960년 ~ )은 가야금 연주가, 교수이다. 민속악 명인이자 창작 국악으로 국악 대중화에 힘썼다.

## 생애
전북 전주 출생. 전주여고 졸업 후, 서울대학교 국악과를 졸업하고 이화여자대학교 대학원에서 음악 석사 및 박사학위를 취득했다. 이재숙, 황병기, 함동정월에게 사사 받았으며 국립국악원, 서울시립국악관현악단 단원 역임을 했다. 서울새울 가야금 삼중주단 동인이며 숙명 가야금연주단을 창단, 초대 단장을 역임하였다.  
가야금 산조와 병창에 능한 민속악의 명인이자 25현 가야금의 제작자이기도 하다. 25현 가야금 협주곡 '새산조', '가야송'을 초연하는 등 개량 가야금 제작 및 보급과 대중화에 힘썼다. 2022년 가야금 전집 길 'The Road' 를 발매하였다.
서울대학교, 중앙대학교, 이화여자대학교 등 각 대학교에 출강하였으며 숙명여자대학교 전통문화예술대학원 초대 교수를 역임하였다. 현재 중앙대학교 예술대학 전통예술학부 교수로 후학을 양성하고 있다. 가야금 연주자 테라한(Terra Han)의 스승이다. 

## 음반
- 1999년 - 김일륜, 최옥삼류 가야금산조
- 2001년 - 김일륜, 노래하는 가야금
- 2002년 - 성금연류 가야금산조
- 2003년 - 25현 가야금 연주곡집 '새산조'
- 2009년 - 운선지향

## 경력
- 2011.03 ~ 중앙대학교 예술대학 전통예술학부 교수
- 2006 ~ 중앙대학교 국악대학 교수
- 1999.03  제1대 숙명가야금연주단 대표, 숙명여자대학교 전통문화예술대학원 교수

## 학력
- 이화여자대학교 대학원 박사
- 이화여자대학교 대학원 석사
- 서울대학교 국악과 학사

## 수상
- 2002 제21회 KBS 국악대상 현악부문
- 1985 제1회 동아국악콩쿨 금상

## 같이 보기
- 테라한 (한테라, Terra Han)

1. ↑  “‘가야금 비틀스’로 국악 열풍 “다음 목표는 판소리 재해석””. 2022년 5월 20일. 2022년 7월 17일에 확인함.